# 18551 Bovet
18551 Bovet è un asteroide della fascia principale. Scoperto nel 1997, presenta un'orbita caratterizzata da un semiasse maggiore pari a 2,8019448 au e da un'eccentricità di 0,1960924, inclinata di 5,45024° rispetto all'eclittica.